# Sten Nordin
Sten Nordin (ur. 18 lutego 1956 w Nyköping) – szwedzki polityk, działacz Umiarkowanej Partii Koalicyjnej, poseł do Riksdagu, w latach 2008–2014 burmistrz Sztokholmu.

## Życiorys
Studiował ekonomię i socjologię na Uniwersytecie w Uppsali. W pierwszej połowie lat 80. był wiceprzewodniczącym, a następnie krajowym sekretarzem Fria Moderata Studentförbundet, organizacji zrzeszającej liberalnych i konserwatywnych studentów.
Pracował w administracji lokalnej, zaangażował się w działalność polityczną w ramach Umiarkowanej Partii Koalicyjnej. Długoletni członek sztokholmskiego samorządu. W latach 1994–2006 wchodził w skład zarządu miasta, dwukrotnie jako przedstawiciel opozycji (1994–1998, 2002–2006), a w latach 1998–2002 jako zastępca burmistrza do spraw ruchu drogowego i nieruchomości. W wyborach w 2006 z ramienia swojego ugrupowania uzyskał mandat posła do Riksdagu. W 2008, po rezygnacji złożonej przez Kristinę Axén Olin, objął obowiązki burmistrza Sztokholmu. Urząd ten sprawował do 2014, pozostał następnie członkiem stołecznej rady miejskiej. W 2017 objął funkcję gubernatora okręgu administracyjnego Blekinge, kierował nim do 2021.